# Bussecchio
Bussecchio è una frazione del comune di Forlì, a poco più di 3 km dal centro cittadino. Sorge nella pianura, poco distante dalle prime alture, in direzione di Meldola.

## Origine del nome
Il toponimo non è di origine certa, ma a questo caso sono state sviluppate diverse ipotesi. Il suo territorio, come indicato in diversi toponimi quali Bossecchio, Pozzecchio o Padulio, indicava una zona ricca di acqua, probabilmente paludosa, o di falde d'acqua sotterranea affiorante, grazie alle quali, fra l'altro, nel 1905 fu possibile realizzare l'acquedotto che avrebbe alimentato la città. Il podere presso le quali furono effettuate le prime perforazioni aveva nome di Fontanelle, il che rafforza l'idea di un luogo legato alle acque sorgenti.
Secondo la tradizione, San Mercuriale avrebbe sconfitto il drago che infestava le campagne forlivesi, rinchiudendolo in un pozzo, detto Pozzecchio, da cui Bussecchio.
Si può considerare anche il fatto che il toponimo Bussecchio derivi da una forma Psècia, la cui assonanza con il dialettale secia (secchio), rafforza il legame con un ipotetico pozzo da cui la frazione trae nome.
In teorie diverse, il nome potrebbe originare da alcune tipologie di piante, quali buxetum o buxus, dal quale si sarebbe evoluto l'attuale toponimo.

## Storia
Nel Libro Biscia viene attestato come Buseclus, Bosecus, e fundus Buseclus, mentre nella Descriptio Romandiolae il cardinale Anglico nel 1371 lo cita come Bosecli.
Dal medioevo la vita della comunità si svolge attorno alla chiesa, punto di incontro della popolazione locale, di cui si ha la prima attestazione nel 1114, in un atto di donazione fatta all'abbazia di San Mercuriale dal conte di Forlì Lamberto, feudatario di Ravaldino.

### Cognomi
Da Bussecchio prende nome un'importante ceppo familiare ebraico, quello dei Buzecchi, attestato con diverse varianti (Buzecco, Bozecchi, Buzzecchi, Bussecchi, Busecchi).